# Тогобицький Ілля Едуардович
Ілля́ Едуа́рдович Тогоби́цький (нар. 15 жовтня 2002, Харків, Україна) — український боксер; учасник російсько-української війни. Чемпіон світу і Європи з боксу.

## З життєпису
Народився в місті Харків; де і проживає. Виступає у ваговій категорії 75 кг. Тренери — Валерій та Богдан Даниленки. Навчався на факультеті № 2 Харківського національного університету внутрішніх справ.
2020 року на чемпіонаті Європи з боксу серед молоді в місті Будва (Чорногорія) завоював золоту медаль.
2021 року здобув перемогу на чемпіонаті світу з боксу серед молоді, в Польщі завоював срібну нагороду на Чемпіонаті світу з боксу серед молоді.
Від 2022 року в складі батальйону «Кракен» боронить країну. Провів пів року на передовій, по тому поїхав готуватись до змагань. 2022 року на чемпіонаті України з боксу серед чоловіків віком до 22 років здобув перемогу.